# 1900 en cyclisme
| Années du cyclisme : 1897 - 1898 - 1899 - 1900 - 1901 - 1902 - 1903    |
| Décennies du cyclisme : 1870 - 1880 - 1890 - 1900 - 1910 - 1920 - 1930 |

Les faits marquants de l'année 1900 en cyclisme.

## Par mois

### Avril
- 14 avril : fondation de l'Union cycliste internationale à Paris par les fédérations nationales de Belgique, des États-Unis, de France, d'Italie et de Suisse.
- 15 avril : le Français Émile Bouhours gagne le Paris-Roubaix.

### Juin
10 juin : l'Allemand Josef Fischer gagne Bordeaux-Paris.

### Juillet
8 juillet : le Suisse Charles Lugon devient champion de Suisse sur route. L'épreuve ne sera pas disputée en 1901 et reprendra en 1902.

### Août
- 12 au 18 août : championnats du monde de cyclisme sur piste. Le Français Edmond Jacquemin est champion du monde de vitesse professionnelle. Le Belge Alphonse Didier-Nauts est champion du monde de vitesse amateur.

### Septembre
- 9 septembre : le Belge Mathieu Quoidbach devient champion de Belgique sur route.
- 11 au 15 septembre : épreuves de cyclisme des Jeux olympiques.

## Principales naissances
- 3 janvier : Marcel Gobillot, cycliste français († 12 janvier 1981).
- 11 mars : Alfredo Dinale, cycliste italien  († 2 décembre 1976).
- 17 mai : Achille Souchard, cycliste français († 24 septembre 1976).
- 3 août : Fernand Canteloube, cycliste français († 16 juillet 1976).
- 27 octobre : Ko Willems, cycliste néerlandais († 28 septembre 1983).
- 25 novembre : André Drobecq, cycliste français († 18 juillet 1997).